# Asmildstein

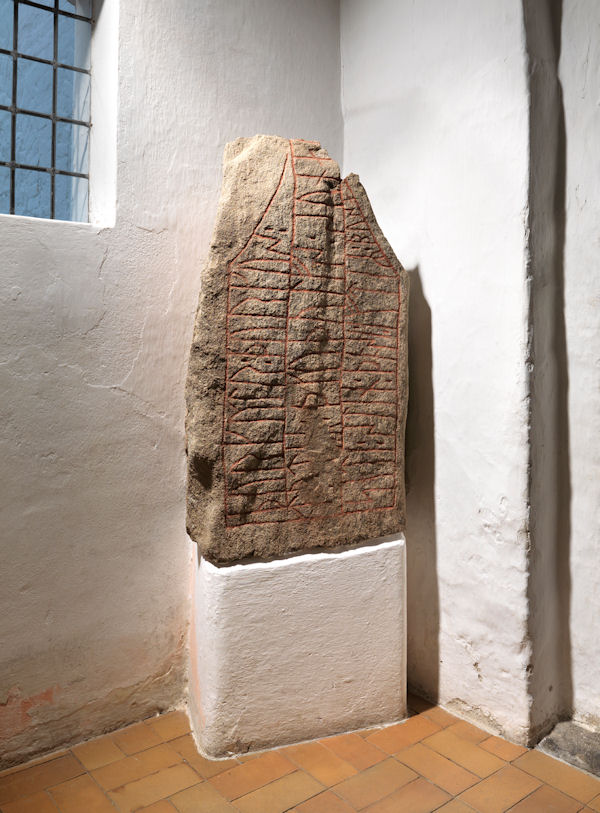
Asmildstein

Der Asmildstein (MJy 28) ist ein zwischen 970 und 1020 geritzter Runenstein aus Granit, der sich im Karnhaus der Kirche in Asmild in der Viborg Kommune in Jütland in Dänemark befindet. Der 1,18 m lange, 66 cm breite und 30 cm dicke Stein lag mit den Runen nach unten an der Nordtür der Kirche.
Der Stein wurde 1950 bei archäologischen Ausgrabungen gefunden, die Aufschluss über die komplizierte Baugeschichte der Kirche von Asmild, der ehemaligen Klosterkirche, eines nach der Reformation aufgelösten Augustinerinnenklosters, geben sollten. Der Stein wurde in der Mauer des Nordturms der Kirche gefunden, der vermutlich um 1150 erbaut und später abgerissen wurde. Als der Stein im Fundament wiederverwendet wurde, wurde sowohl oben als auch unten beschnitten, was die mittlere Rune der Vorderseite sowie einige obere Runen der Schmalseite beschädigte. 
Der Text lautet: Þurgundr Þurgots dottiR, Þiuþulfs sunaR, satti sten þæssi æftiR Bosa, wær sin, tiþenda mann, {muaR h}... dottur. Übersetzt etwa: Thorgun (d), Tochter von Thorgot, dem Sohn von Thjodulv, setzte diesen Stein nach ihrem Gatten Bose, dem Tidendermann <muaR> H… Tochter. Was der Begriff Tidendermann umfasst ist umstritten. Es ist möglich, dass es damit ein Herold gemeint war.
Die Runenhöhe liegt zwischen 4,0 und 17,0 cm. Als Trennzeichen wurden Doppelpunkte verwendet. Die Beschriftung erfolgte in paralleler Anordnung in einem vorgerahmten Feld auf der A-Seite mit langer Mittellinie und zwei kürzeren Seitenlinien. Sie wird von unten links beginnend gelesen, mit einem Zusatz auf einer der Schmalseiten.
Der Autor und Historiker Palle Lauring (1909–1996) glaubte, dass hiermit ein Blick auf die Familie Thrugotsen möglich ist, die in den 1000er Jahren eine herausragende Stellung in Jütland einnahm. Zu ihr gehörten unter anderem Erik I. Ejegods Gattin Bodil Thrugotsdatter (1065–1103) (der Ehe entstammen Knud Lavard), Erzbischof Asser (gest. 1137) und der Historiker Svend Aggesen (gest. nach 1186).